# パラ馬術競技

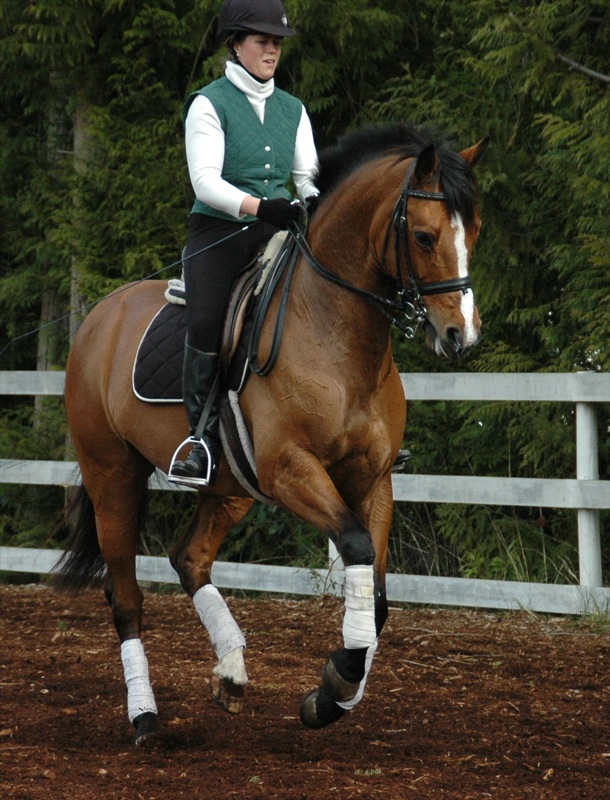
2004年のアテネ・パラリンピックで銅メダル（馬場馬術自由演技グレードIV）を得たカナダのパラリンピアン、カレン・ブレインの練習風景

パラ馬術競技（Para-equestrian）は、国際馬術連盟（FEI）がルールを国際管轄する、肢体不自由または視覚障碍のある選手向けの乗馬スポーツの総称である。馬場馬術競技（ドレサージュ）と馬車競技（コンバインド・ドライビング）の2つがある。ルールは通常のドレサージュ/ドライビングのルールを一部改変し、選手の障碍の軽重に応じて複数のグレードのいずれかに振り分ける点に特徴がある。パラ馬場馬術競技は、1996年大会以後、パラリンピックの正式種目である。パラ馬場馬術競技のみを念頭において、これを「パラ馬術」と呼ぶことも多いが、本項においてはパラ馬術とパラ馬場馬術を使い分ける。なお、パラ馬術に障害飛越は現状ではない。

## 競技内容

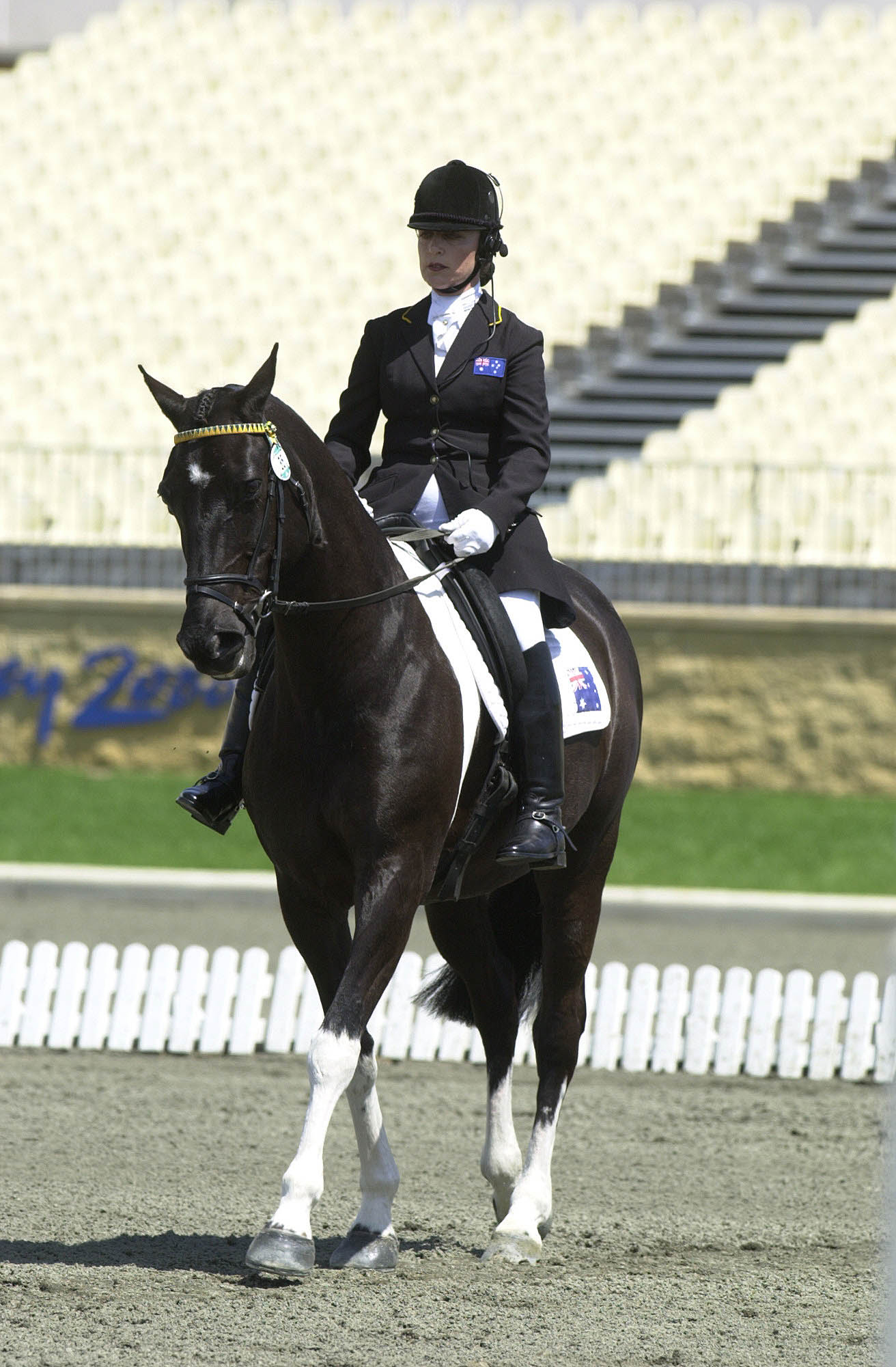
2000年のシドニー・パラリンピックで金メダル（馬場馬術総合グレードIII）を得たオーストラリアのパラリンピアン、ジュリー・ヒギンズの同大会における試技

パラ馬術競技は、同競技を統括する競技団体である国際馬術連盟により、以下に述べるパラ馬場馬術競技とパラ馬車競技の2種目が含まれるものと定められている。

### パラ馬場馬術競技
パラ馬術競技におけるグレードIの競技内容は「常歩のみ試行」であるがフリースタイルにおいては速歩も許容される。グレードIIの競技内容は「常歩及び速歩試行」である。グレードIIIになると「常歩及び速歩試行とするがフリースタイルにおいては駈歩も許容される」になる。グレードIVでは「常歩、速歩及び駈歩、フリースタイルにおいては二蹄跡運動してもよい」とさらに演技の幅が広がる。グレードIからグレードIVまでは、40 x 20 メートルの広さの馬場を用いる。グレードVにおいては 60 x 20 メートルの広さの馬場を用い、競技内容は「常歩、速歩及び駈歩、円運動（ピルエット）、3,4回の踏歩変換及び二蹄跡運動」となる。全グレードにおいて、騎手が性別別に分かれて競技することはない。
例えばパラリンピックのように、国家代表チーム同士が競技するような競技大会においては、各チームは必ず1人、グレード1,2又は3に該当する騎手を含まなければならない。2012年現在、身体障碍者と視覚障碍者に競技資格がある。

### パラ馬車競技
パラ馬術の2種目目は馬車競技である。キャリッジ・ドライブ（Carriage Driving）ともいう。全グレードにおいて男女の区別なく競技が行われる。

## クラス分け
パラ馬術競技におけるクラス分け体系（classification system）は、身体の障碍や視覚の障碍の程度に応じて段階的に設定された体系であって、国際馬術連盟（FEI）により国際的次元において策定される体系である。まず、パラ馬術競技の競技者として適格なのは、身体又は視覚に障碍のある者である。具体的には、筋力障碍、アテトーゼ（無定位運動症）、関節可動域制限（関節可動域障碍）、緊張亢進症、肢欠損、運動失調症、脚長差、低身長、視覚障碍のある者である。公平な競争になることを期して、競技者はグレード1から5までの5段階のクラスのいずれかに振り分けられる。パラ馬術競技においては競技者の性別は考慮されず、競技は男女混合で実施される。クラス分けは、国際馬術連盟が国際的に管掌する。

### クラス分けのプロセスと管轄
国内次元でのクラス分けは各国の競技者団体により管轄される。例えば、オーストラリアのパラ馬術競技とクラス分けは、オーストラリア・パラリンピック委員会により支援を受けるナショナル・スポーツ連盟が管轄する。オーストラリア国籍のパラ馬術競技者が利用可能なクラス分けは3種あり、地方レベル（provincial）は乗馬クラブ代表選手が、国家レベルは州代表選手が、国際レベルは国家代表選手が利用できる。
クラス分けの際、クラス分け担当者は、選手の動作範囲、強度、協調度合いなどの事項を観察する。クラス分けを受けた選手は、IからVで表されるクラス（class）と、プロファイル（profile）を受け取る。プロファイルは、馬場馬術であれば1から39の数字のいずれかで表され、馬車競技であれば1から32の数字のいずれかで表される。プロファイルは選手に適した装備品を示すものである。

### パラ馬場馬術のクラス分け
パラ馬場馬術（Para-dressage）にはグレードIからVまで、5つのクラスがある。
FEIの定義では、グレードIは常歩試行まで、グレードIIは常歩を主として中間速歩（medium trot）に至らない速歩をしてもよいとされる。グレードIIIでは、騎手は駈歩に至らない初歩的な試行をしてもよい。グレードIVでは、初歩的な試行をしてもよい。グレードVでは、初級から中級レベルの試行をしてもよい。

### パラ馬車競技のクラス分け
パラ馬車競技には馬場馬術とは異なるクラス分けの体系がある。Grade I と Grade II の2クラスになっている。グレードIは日常において基本的に車椅子を使用している者、体幹の機能が限定的である者、腕が不自由な者（脚の機能に問題がない者を含んでよい）が適格を有する。グレードIIは、グレードIと同様に車椅子、体幹、両腕に障碍があって、その程度がグレードIには該当せず、健常者と同列で競技しようとすると不利になる者が適格を有する。

## 服装と馬装

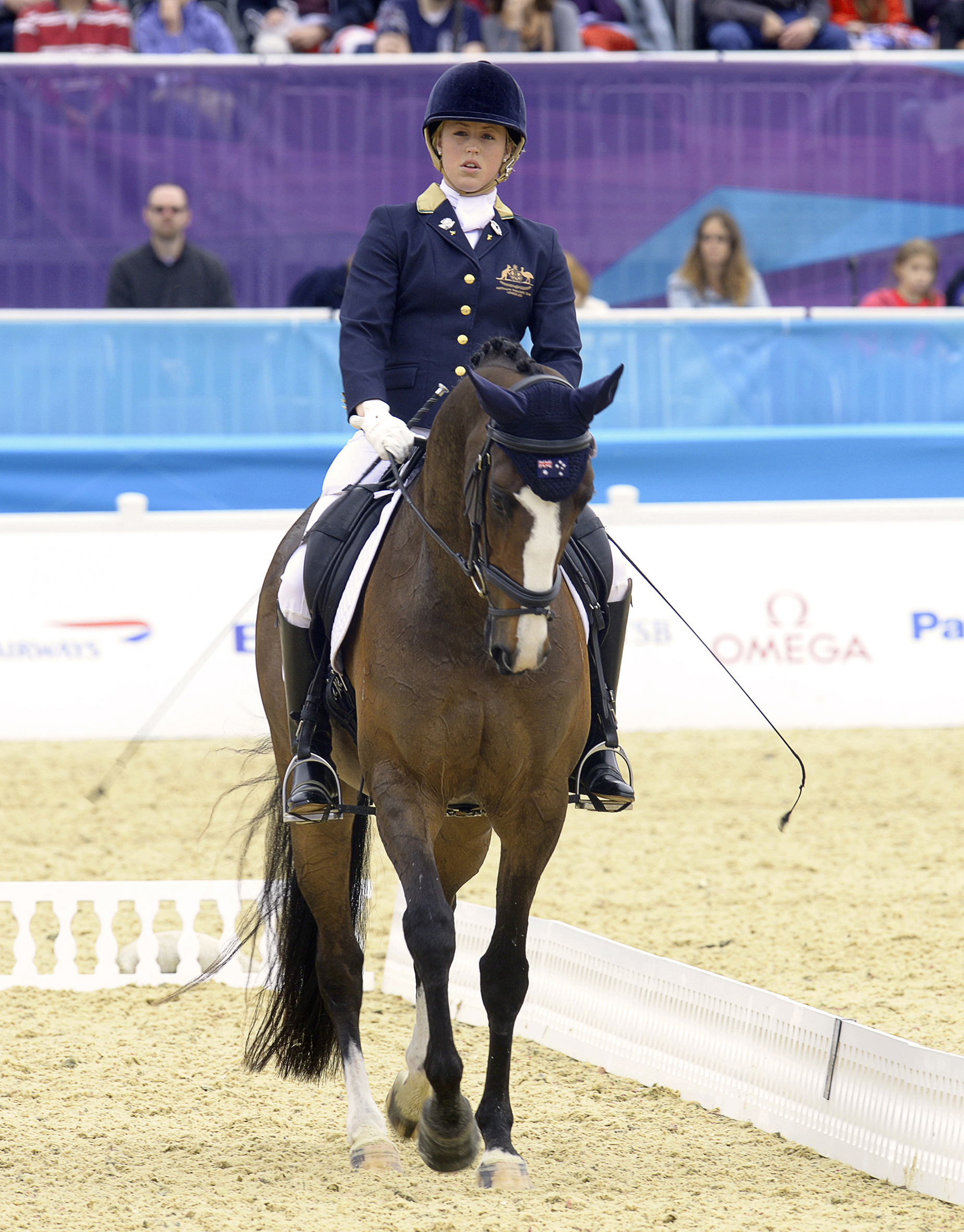
2012年のロンドン・パラリンピックに出場したオーストラリアのグレイス・ボウマン。脊髄損傷による下半身不随でグレードIIの出場。通常の馬場馬術の装備に2つの装備（2本目の長鞭、選手のふくらはぎの動きを補助する紐）を追加している。

パラ馬術競技は、パラリンピック競技の中でもとりわけ傷病率の高い競技である。パラ馬術競技のための装備品は、このことが念頭に置かれて開発されている。落馬時に容易にはずれ、騎手を防護することができるように、多くの装備品で、面ファスナーとラバーゴムが使用されている。さらに、騎手が確実に馬匹を制御し、馬匹に引きずられることのないように、装備品に改良と調整が常に加えられている。普通の鞍にはない緩衝体が追加されたパラ馬術競技専用の鞍もある。専用の鞍を使わない場合、毛羽の柔らかい織物（羊毛など）を鞍と騎手の間にあてる場合もある。
パラ馬術競技の選手は、クラシファイアーによりクラス（グレード）とプロファイル（disability profile number）が付与される。プロファイルは障碍の種類を表す標識であり、競技において使用できる装備品を示すため、同じ階級における装備品の違いを明らかにする役割もある。装備品（選手の服装と馬装）については国際馬術連盟が策定した規定集に定められている。

## 競技会
パラ馬術競技の競技会は、国際馬術連盟の一般規定に基づき、大まかに分けて「国内競技会」「国際競技会（低いレベル）」「国際競技会（高いレベル）」に分類される。高いレベルの国際競技会としては、パラリンピック、選手権大会（大陸ごと、地方ごとなどを含む）などがある。
パラリンピックは1996年のバルセロナ大会からパラ馬場馬術競技（パラ馬術競技ドレサージュ）を種目に採用している。パラ-であるか否かにとらわれず「馬術競技の大会」という視点から見た場合、世界でもっとも大規模な馬術競技の大会はオリンピックであり、2番目がパラリンピックである。パラリンピックで実施される全競技の中で、動物とともに競技するものはパラ馬場馬術競技しかない。
日本のパラ馬術競技の競技者団体である日本障がい者乗馬協会は、最低6箇国以上が代表選手を参加させ、さらに団体競技も開催される「CPEDI3*」以上に分類される競技会で所定以上の成績を獲得することを、パラリンピックに向けた指定教化選手制度における選手の条件にしている。

## 歴史
最初の公式な「パラリンピック」は、1960年にローマで開催され、以後も開催が継続するが、この頃の競技者は車椅子に乗る者に限られていた。1976年の夏季パラリンピック競技大会から、徐々にその他のさまざまな障碍を持つ競技者の参加が可能になった。1984年の夏季大会では脳性麻痺障碍を持つ競技者だけが参加を許される競技クラスの設置が認められ、1992年の夏季大会では、機能的障碍のタイプに基づいて国際パラリンピック委員会が決めた「組み分け」（classification）が適用されると共にすべての障碍のタイプの競技者が参加できるようになった。
パラ馬場馬術競技（Para-equestrian dressage）がパラリンピック種目に加わったのは1996年の夏季大会からである。国際馬術連盟（FEI）は、2006年からパラ馬術競技を管轄下に組み入れ、例えば視覚障碍者が同じグループで競技するというように、身体的障碍のある騎乗者が同様の身体的障碍を持つ騎乗者同士で競うものとした。
1983年に小児脳性麻痺国際スポーツ・レクリエーション協会（CP-ISRA: Cerebral Palsy-International Sports and Recreation Association）が小児脳性麻痺を持つ馬術競技者のクラス分けを実施した。CP-ISRA は、小児脳性麻痺を結果的には不自由な状態をもたらしているが進行はしない脳病変であると位置づけ、さらに同様の非進行型の脳損傷も含めて、競技適格があるものとした。CP-ISRA はまた、二分脊椎症者については歩行機能に障碍があるという診断があれば適格とし、小児脳性麻痺者が癲癇も併せ持っている場合は競技に支障がない限り適格とした。脳卒中脳梗塞の後遺症を持つ者については医師により問題がないと判断された場合に適格とした。多発性硬化症、筋ジストロフィー、関節拘縮症（arthrogryposis）を持つ者について、CP-ISRA はクラス分けの対象とした（適格とした）が、国際車いす切断者競技連盟はクラス分けの対象としなかった。なお、ここで略述した CP-ISRA による障碍を持つ馬術競技者のクラス分けルールは、元来は陸上競技者のクラス分けのために作られたものである。
パラリンピック・バルセロナ大会では身体機能の状態を客観的に捉えることの難しさの問題に直面し、国際パラリンピック委員会（IPC）は、2003年に新しいクラス分けを考えていく計画を明らかにした。このときに始まったクラス分けの議論は2007年まで続き、最終的にパラリンピックに出場する資格を持つ選手の障碍として10種類を設定した。しかし、クラス分けは、個別の競技ごとに、適格性を有する選手がどのクラスに組み入れられるかが明らかにされていなければならない。そこで国際パラリンピック委員会は、競技ごとに成立している国際的な競技者連盟に、国際パラリンピック委員会が決めたフレームワークに沿ったクラス分けのルールの設定を任せた。パラ馬術競技の場合は国際馬術連盟（FEI）がこれを担い、調査によって得られた証拠に基づいてクラス分けをする新ルールを設定した。2015年1月には FEI ルールの第4版（the fourth edition of FEI's classification system guide）が公開された。

## メディアにおける取り扱い
メディアは、パラ馬術競技の競技者を「障碍持ちの天才」（"super-crips"）として取り扱いがちである。メディアは「障碍を持つにもかかわらずすぐれたスポーツ選手」といった、通り一遍の競技者像を提供し、各々の障碍の種類によって規定された条件についてはめったに考慮しない。さらに、馬匹とともに実施する競技であるにもかかわらず馬匹に焦点が当たることはなく、競技者がインタビューを受ける場所は決まって馬具収納庫である。